# Arlette Ginioux
Arlette Ginioux, née en 1944 à Étables-sur-Mer (Côtes-d'Armor), est une sculptrice française.

## Biographie
Après avoir suivi les cours du sculpteur Charles Auffret à l’Académie Malebranche, Arlette Ginioux intègre l’École des beaux-arts de Paris où elle travaille dans la section peinture, puis dans l’atelier de sculpture et de gravure en médaille, où elle suit l’enseignement de Raymond Corbin. En 1970, pour une édition de la Monnaie de Paris, elle réalise la médaille d’Alain Bombard. 
Elle reçoit en 1971 le prix Despiau-Wlérick. La même année, André Dunoyer de Segonzac préface le catalogue de sa première exposition à Mont-de-Marsan (dessins, sculptures, aquarelles). En 1972, Georges Muguet l’invite à l’exposition de sculpture organisée au château de Ville-d’Avray, aux côtés de Paul Cornet, Georges Hilbert et Jean Carton. Puis, en 1981, elle prend part avec Charles Auffret, Jean Osouf et Roch Vandromme à l’exposition de la Galerie de Nevers, Indépendance et Tradition. En 1987, elle est invitée au sixième Salon d’Angers, présidé par Jean Carton et elle expose à la Fondation Madame du Barry à Versailles pour Sculpture Française de notre Temps en 1990. Cette grande exposition réunit des œuvres d’Antoine Bourdelle, Camille Claudel, Jane Poupelet, Lucien Schnegg et Robert Wlérick. En 1994, La MAIF présente des œuvres d’Arlette Ginioux, Claude Abeille, Charles Auffret et Robert Couturier. Enfin, deux expositions personnelles ponctuent ce parcours : l’une en 1990, à la Galerie Varine-Gincourt; l’autre en 1993, préfacée par Roger Passeron et Robert Couturier.  
Arlette Ginioux a dirigé l’atelier de sculpture de l’École nationale supérieure des arts décoratifs à Paris entre 1994 et 2009. Elle collabore avec Claude Berri en créant les dessins originaux pour le film Ensemble, c'est tout.
Ces dernières années, Arlette Ginioux a participé à l'exposition Sculptur'elles au musée des Années 1930 de Boulogne-Billancourt en 2011 et a fait l'objet d'une rétrospective au musée Despiau-Wlérick de Mont-de-Marsan en 2014. 

## Collections publiques
- Femme debout, avant 1971, bronze, Mont-de-Marsan, musée Despiau-Wlérick[12]

## Expositions
- 1971 : Paris, Hôtel de la Monnaie, « Les Graveurs d’acier et la médaille, de l’Antiquité à nos jours»
- 1972 : Ville-d'Avray, exposition en hommage à Robert Wlérick
- 1972 : Paris, orangerie du Palais du Luxembourg, « Jeunes Peintres et Sculpteurs »
- 1977 : Paris, Galerie Du Bost, « Hommage aux sculpteurs Charles Despiau et Robert Wlérick »
- 1978 : Reims, « Rencontres Champenoises »
- 1981 : Paris, Galerie Nevers, « Indépendance et Tradition »
- 1982 : Angers, Salon d’Automne
- 1987 : Angers, Salon d’Automne
- 1988 : Paris, musée de la Poste, « Message de Printemps »
- 1990 : Versailles, Fondation Madame du Barry, « Sculpture française de notre Temps »
- 1991 : Paris, Galerie Varine-Gincourt
- 1993 : Paris, Fondation Taylor
- 1994 : Mont-de-Marsan, « 500 sculptures dans la rue »
- 2011 : Boulogne-Billancourt, musée des années 30, « Sculptur’elles »
- 2012 : Charenton-le-Pont, 59e Salon
- 2013 : Paris, Galerie Malaquais
- 2014 : Mont-de-Marsan, musée Despiau-Wlérick

## Prix
- 1971 : prix Despiau-Wlérick
- 1990 : prix de dessin Charles Malfray de la Fondation Taylor
- 1990 : prix de sculpture Jean Terzieff
- 2011 : prix Maria Pilar de la Béraudière de l’Académie des beaux-arts

## Publications
- Arlette Ginioux, « Hommage à Paul Belmondo », in Connaissance des Hommes, no 95, été 1982, p. 11-17.
- Arlette Ginioux, Frédéric de Carfort, « Lucien Schnegg, série Effigies d’hier et d’aujourd’hui no 838 », in Le Club français de la médaille, bulletin no 93, 1986, p. 77.
- Arlette Ginioux (dir.), Antoine Blondin, Bernard Buffet, Jean-Paul Belmondo, Françoise Salmon, et al. , « 23 Hommages à Jean Carton », in Connaissance des Hommes, no 129, mars-avril 1989, p. 17-21.
- Arlette Ginioux, « Hommage à Jean Carton », in Sculpteurs, no 184, 1988-1989, p. 26.
- Arlette Ginioux, «  Le sculpteur Léopold Kretz vient de disparaître », in Connaissance des Hommes, no 135, été 1990, p. 30.
- Arlette Ginioux, « Prix Frédéric de Carfort », in Univers des Arts, no 128, février 2008.
- Arlette Ginioux, « Propos sur le dessin », in Dessins de sculpteurs II, avec la contribution de Juliette Darle, Paris, Galerie Malaquais, 2008, p. 8.